# قافلة بي كيو 17
القافلة PQ-17 هو الاسم الحركي لقافلة الحلفاء خلال الحرب العالمية الثانية. سعى الحلفاء لتزويد الاتحاد السوفياتي الذي يقاتل عدوا مشتركا هو الرايخ الثالث. كانت قوافل القطب الشمالي، التي نظمت في الفترة 1941-1945، تتجهه لميناء أرخانجيلسك في الصيف، ومورمانسك في فصل الشتاء، عبر أيسلندا والمحيط المتجمد الشمالي، مما يجعل الرحلة محفوفة بالمخاطر في أكثر مياه العالم قساوة.
القافلة PQ17 التي شدت الرحال في عام 1942، أصبحت أسطورة بسبب الخسائر التي تكبدتها. وتمثلت في خسران 26 سفينة من أصل 37 التي كانت تتكون منها.